# Gołębiewko (województwo pomorskie)
Gołębiewko (niem. Klein Golmkau, kaszb. Gołãbiewkò) – wieś w Polsce położona w województwie pomorskim, w powiecie gdańskim, w gminie Trąbki Wielkie przy drodze wojewódzkiej nr 222 i na trasie rozebranej linii kolejowej Pszczółki-Skarszewy-Kościerzyna.
W latach 1975–1998 miejscowość administracyjnie należała do województwa gdańskiego.
We wsi znajduje się parterowy pałac rodu Steffensów z II połowy XIX wieku, z piętrowym, trójkątnie zwieńczonym ryzalitem na osi oraz asymetryczną dobudówką od wschodu.
Inne miejscowości o nazwie Gołębiewo: Gołębiewo, Gołębiów, Gołębiewo Średnie

## Urodzeni w Gołębiewku
- Stefan Matusiak – polski urzędnik kolejowy, działacz społeczny i związkowy, poseł na Sejm w II RP[6].